# Moissanite
La moissanite (simbolo IMA: Moi) è un minerale piuttosto raro appartenente alla famiglia degli "elementi nativi" e possiede composizione chimica SiC.
Di questo minerale sono noti moltissimi politipi, ben 74, dei quali 8 conosciuti in natura.

## Etimologia e storia
La moissanite è stata chiamata in questo modo nel 1905 in onore di Ferdinand Marie Frédéric Henri Moissan (28 settembre 1852 – 20 febbraio 1907), un chimico francese che, dopo anni di ricerca su metodi e forni ad alta temperatura per la produzione di carburi e diamanti sintetici, scoprì nel 1893 la presenza naturale della moissanite nel meteorite Canyon Diablo.

## Classificazione
La classica none edizione della sistematica dei minerali di Strunz, aggiornata dall'Associazione Mineralogica Internazionale (IMA) fino al 2009, elenca la moissanite nella classe "1. Elementi nativi" e nella sottoclasse "1.D Carburi e nitruri non metallici", questa viene più finemente suddivisa in base alla composizione del minerale, in modo tale che la moissanite possa essere trovata nella sezione "1.DA Carburi non metallici" dove è l'unico membro del sistema nº 1.DA.05.
Tale classificazione rimane pressoché invariata anche nell'edizione successiva, proseguita dal database "mindat.org" e chiamata Classificazione Strunz-mindat, dove però la moissanite è nel sistema nº 1.DA.
Nella Sistematica dei lapis (Lapis-Systematik) di Stefan Weiß la moissanite si trova nella classe degli "elementi nativi" e nella sottoclasse dei "semimetalli e non metalli", dove forma il sistema nº I/B.02 insieme a grafite, chaoite, diamante, lonsdaleite e fullerite.
Anche la classificazione dei minerali secondo Dana, usata principalmente nel mondo anglosassone, elenca la moissanite nella famiglia degli "elementi nativi"; qui è nella classe degli "elementi: semimetalli e non metalli", dove è l'unico membro del sistema nº 01.03.08.

## Abito cristallino e varietà
I parametri cristallini della moissanite dipendono dal politipo considerato; se ne conoscono ben 74, di cui i più noti sono le moissaniti 2H, 3C, 4H, 5H, 6H, 10R, 15R e 33R.
I politipi più diffusi sono il 6H e il 15R; di seguito i parametri di alcune moissaniti:
| Politipo       | Sistema cristallino | Gruppo spaziale | Classe di simmetria | Parametri di cella        | Volume di cella | Z  | Fonte  |
| -------------- | ------------------- | --------------- | ------------------- | ------------------------- | --------------- | -- | ------ |
| moissanite-6H  | esagonale           | P63mc (nº 186)  | 6mm                 | a = 3,073 Å, c = 15,08 Å  | V = 123,33 Å³   | 6  | [ 3 ]  |
| moissanite-15R | trigonale           | R3m (nº 160)    | 3m                  | a = 3,08 Å, c = 37,85 Å   | V = 310,96 Å³   | 15 | [ 3 ]  |
| moissanite-33R | trigonale           | R3m (nº 160)    |                     | a = 3,076 Å, c = 83,12 Å  |                 | 33 | [ 14 ] |
| moissanite-5H  | esagonale           |                 |                     | a = 3,059 Å, c = 12,584 Å |                 | 5  | [ 15 ] |

## Origine e giacitura
La moissanite si è formata in un meteorite ferroso, come inclusioni nei diamanti, in kimberliti e lamproiti diamantifere e nell'eclogite e in brecce vulcaniche e rioliti. La paragenesi è a seconda del luogo di ritrovamento e può essere con ferro nativo, diamante (per campioni provenienti dal meteorite "Canyon Diablo"), quarzo e diamante (per campioni provenienti da Wafangdian, Cina), con granato, coesite, clinopirosseno, quarzo, rutilo, grafite, pirrotite e pirite (Kimberlite Udachnaya, Russia).
La moissanite è un minerale raro, essendo stato trovato in molte località sparse per il mondo, ma in quantità esigue. Qui si ricorda solo la sua località tipo, il meteorite Canyon Diablo (35.02806°N 111.0225°W), ritrovato nella contea di Coconino in Arizona (Stati Uniti).

## Forma in cui si presenta in natura
La moissanite si presenta come piastrine esagonali, di dimensioni fino a 5 mm, piatte o allungate su [10*0] o arrotondate; i politipi sono comunemente interconnessi.
Il minerale è trasparente con lucentezza vitrea; il colore è verde, nero, blu, incolore, verde giallo o giallo, mentre il colore del suo striscio è grigio verdastro.

## Utilizzi
L'idea che un legame silicio-carbonio possa esistere in natura è stata proposta per la prima volta dal chimico svedese Jöns Jacob Berzelius nel 1824. Nel 1891, Edward Goodrich Acheson produsse dei minerali validi che potevano sostituire il diamante come materiale abrasivo e da taglio. Questo è stato possibile perché la moissanite è una delle sostanze più dure conosciute, con una durezza appena inferiore a quella del diamante e paragonabile a quella del boro cubico e del nitruro di boro. La moissanite sintetica pura può essere ottenuta anche dalla decomposizione termica di un polimero pre-ceramico di poli(metilsilano) che non richiede una matrice legante, come la polvere di cobalto metallico.
Il carburo di silicio monocristallino, in alcune forme, è stato utilizzato per realizzare dispositivi semiconduttori ad alte prestazioni e come materiale per i LED. Poiché le fonti naturali di carburo di silicio sono rare e solo alcune disposizioni di atomi sono utili per le applicazioni gemmologiche, la Cree Research, Inc, con sede in North Carolina, ha deciso di utilizzare il carburo di silicio per le applicazioni gemmologiche. Fondata nel 1987, ha sviluppato un processo commerciale per la produzione di monocristalli di carburo di silicio di grandi dimensioni. Cree è leader mondiale nella produzione di carburo di silicio monocristallino, principalmente per applicazioni elettroniche.
Sebbene la moissanite abbia una durezza Mohs inferiore a quella del diamante (9,5 contro i 10 del diamante), è termicamente più stabile all'aria (fino a 1127 °C, diamante solo fino a 837 °C) e significativamente più economica da produrre. Viene utilizzata in esperimenti ad alta pressione e ad alta temperatura.

### In gioielleria

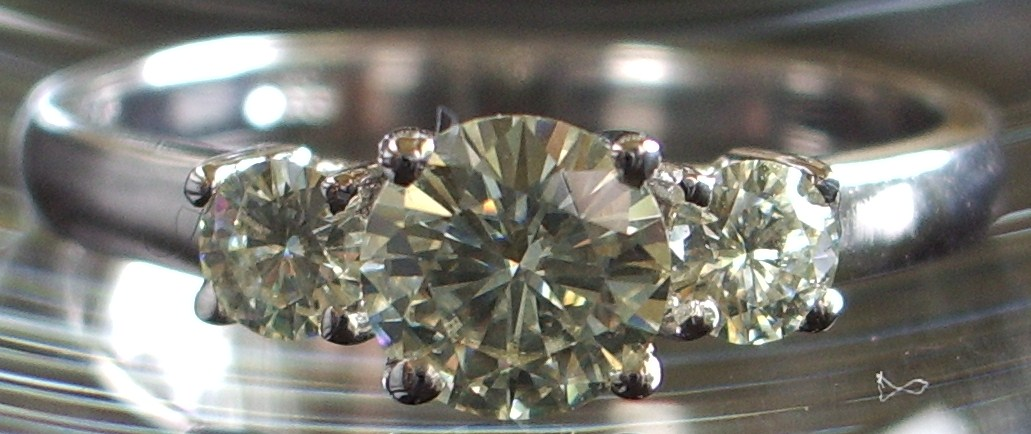
Un anello con gemme di "moissanite sintetica"
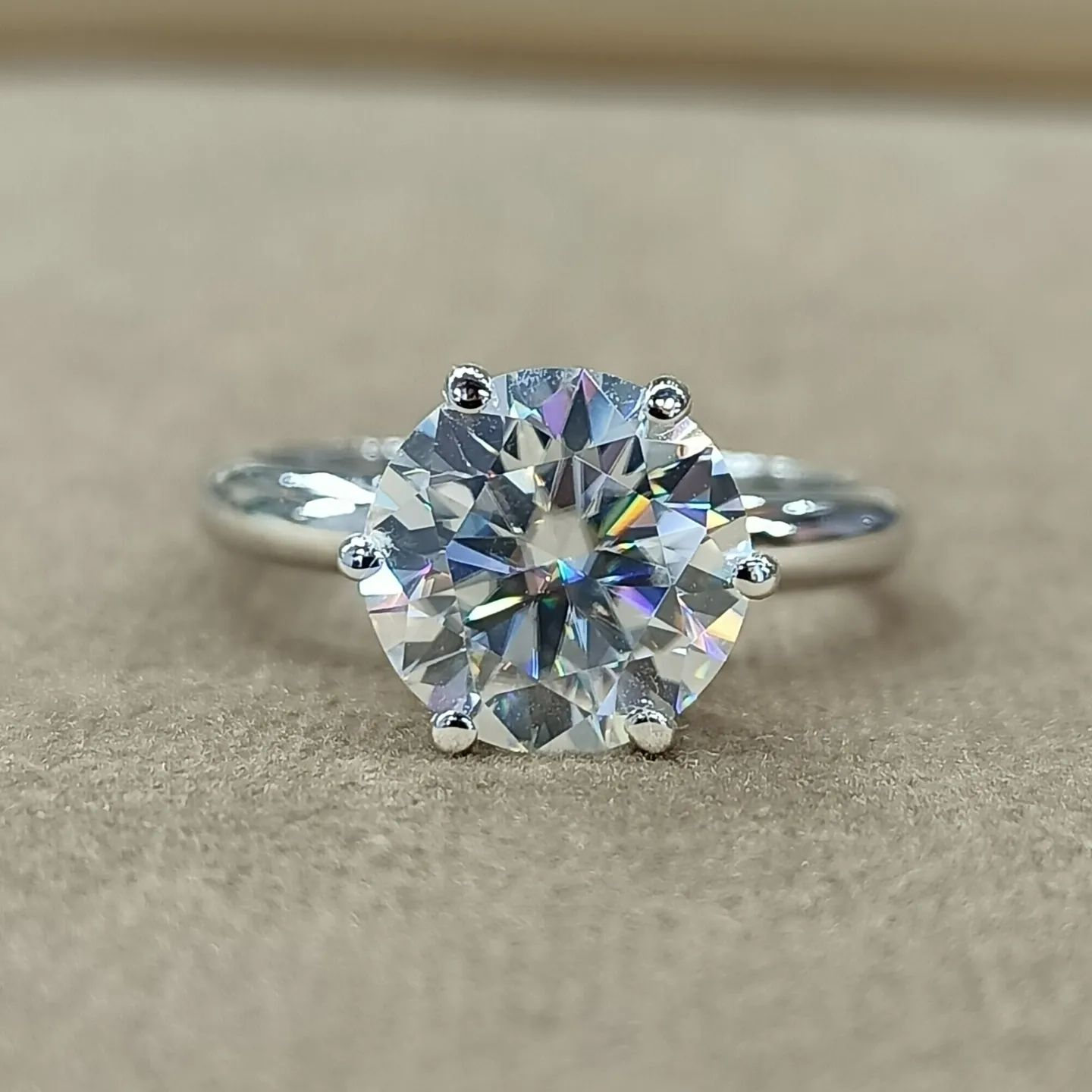
Anello in oro 14 ct con moissanite da 2,35 ct di forma rotonda

I cristalli di moissanite ad alta purezza possono essere utilizzati come sostituto del diamante grazie a proprietà comparabili. 
La moissanite è stata introdotta nel mercato della gioielleria come alternativa ai diamanti nel 1998, dopo che Charles & Colvard (precedentemente nota come C3 Inc.) ha ottenuto i brevetti per la creazione e la vendita di gemme di carburo di silicio coltivate in laboratorio, diventando la prima azienda a farlo. Nel 2018, i brevetti di processo originali in tutto il mondo sono scaduti.